# Chloroclystis rhodopis
Chloroclystis rhodopis là một loài bướm đêm trong họ Geometridae.